# Carl Valdemar Danneskiold-Løvendal
Carl Valdemar greve Danneskiold-Løvendal (30. januar 1773 i Paris – 20. december 1829) var en fransk-dansk officer.
Han var den eneste søn af generalmajor François Xavier Joseph greve Danneskiold-Løvendal. Kun 14 år gammel blev han løjtnant og 2 år senere kaptajn i den franske hær; men revolutionen afbrød hans militære karriere i fødelandet. Han tog til Danmark, hvor han 1793 blev kammerherre og kort efter fændrik i den kgl. Livgarde til Fods. 1796 blev han sekondløjtnant, 1801 premierløjtnant, og 1807 blev han som kaptajn og kompagnichef forsat til det danske Livregiment, hvor han 1813 blev major. Løvendal, der i 1801 havde det uheld at miste nogle depecher, som han skulle bringe til Sankt Petersborg, var i øvrigt en dygtig officer, der i det af ham selv beskrevne Felttog ved Nedreelben 1813 gjorde fortrinlig fyldest som dansk adjudant hos Louis-Nicolas Davout; hans nærmeste foresatte betegner ham som "en Mand af ære og meget nøjagtig i Tjenesten". Da Danmark efter freden i Kiel gik over til Frankrigs fjender, kom Danneskiold-Løvendal i en meget vanskelig situation. Han blev behandlet som fange og kunne først i maj 1814 forlade Hamborg. Danneskiold-Løvendal, der 1810 blev underfører i drabantkorpset, ansattes 1823 som bataljonskommandør i Prins Christian Frederiks Regiment, men måtte 5 år efter tage afsked på grund af svagelighed. Han døde ugift 20. december 1829 som slægtens sidste mand.
Hans 3 uægteskabelige men legitimerede børn blev 1823 adlet Løwensøn. Den slægt uddøde 1915.